# Hebella muscensis
Hebella muscensis är en nässeldjursart som beskrevs av Wilfrid Arthur Millard och Bouillon 1975. Hebella muscensis ingår i släktet Hebella och familjen Hebellidae. Inga underarter finns listade i Catalogue of Life.